# Sikorsky S-92
Sikorsky S-92 — американский четырёхлопастной двухмоторный транспортный вертолёт средней грузоподъёмности. Производится фирмой Sikorsky Aircraft для рынка гражданских и военных вертолётов. S-92 является дальнейшим развитием вертолёта Sikorsky S-70 и имеет аналогичные системы, такие как система управления и роторная система.
Sikorsky H-92 Superhawk — военная версия вертолёта S-92, предназначенная для пассажирских перевозок. Способен перевезти двадцать два солдата. H-92 может также использоваться для многих целей, включая поисково-спасательную службу и как VIP-транспорт.
Sikorsky S-92A — пассажирская версия вертолёта S-92, предназначенная для перевозки 19 пассажиров и до 454 кг багажа. Во время разработки вариант назывался S-92C Helibus (вертолёт-автобус).
Sikorsky VH-92 Patriot — разрабатываемая версия для замены президентского вертолёта Marine One от Корпуса морской пехоты США
Sikorsky S-92 впервые поднялся в воздух в 1998 году.

## Используется в странах
| Гражданская авиация | Военная авиация   |
| ------------------- | ----------------- |
| Австралия           | Азербайджан       |
| Азербайджан         | Бахрейн           |
| Бразилия            | Канада            |
| Бруней              | Ирландия          |
| Канада              | Япония            |
| Китай               | Кувейт            |
| Мексика             | Саудовская Аравия |
| Новая Зеландия      | Республика Корея  |
| Норвегия            | Таиланд           |
| Катар               | Турция            |
| Великобритания      | Туркменистан      |
| США                 | Великобритания    |
|                     | США               |
|                     | Узбекистан        |

## Аварии и катастрофы
8 апреля 2022 года в 01:32 S-92A Береговой охраны Республики Корея, базировавшийся в Пусане, вскоре после взлёта упал в море в 370 км к юго-западу от острова Марадо. Из четырёх членов экипажа трое погибли

## Тактико-технические характеристики
Приведённые характеристики соответствуют модификации S-92.
Источник данных: Jane's 

Технические характеристики
- Экипаж: 2 пилота
- Пассажировместимость: до 24 пассажиров
- Грузоподъёмность: 1860 кг
- Длина: 20,88 м
- Длина фюзеляжа: 18,47 м (с хвостовым винтом)
- Диаметр несущего винта: 17,71 м
- Диаметр рулевого винта: 3,35 м
- Максимальная ширина фюзеляжа: 3,89 м (со спонсонами)
- Высота: 5,46 м (с хвостовым винтом)
- Площадь, ометаемая несущим винтом: 231,55 м²
- База шасси: 6,2 м
- Колея шасси: 3,17 м
- Масса пустого:  
  - военно-транспортный: 6895 кг
  - пассажирский: 7076 кг
  - спасательный: 7348 кг
- Максимальная взлётная масса: 1861 кг
  - с подвеской: 12 836 кг
- Масса груза на подвеске: 4536 кг
- Масса топлива во внутренних баках: 2327 кг
- Объём топливных баков: 2877 л
- Силовая установка: 2 × турбовальных General Electric CT7-8A[англ.]
- Мощность двигателей: 2 × 2520 л. с. (2 × 1879 кВт (взлётная))
- Габариты грузовой кабины:
  - Длина: 6,1 м
  - Ширина: 2,01 м
  - Высота: 1,83 м
  - Полезный объём: 16,9 м³

Лётные характеристики
- Максимально допустимая скорость: 305 км/ч
- Максимальная скорость: 283 км/ч
- Крейсерская скорость: 257 км/ч
- Боевой радиус: 435 км (спасательный вариант)
- Практическая дальность: 1400 км
- Практический потолок: 4575 м
- Статический потолок:  
  - с использованием влияния земли: 3450 м
  - без использования влияния земли: 2170 м
- Нагрузка на диск: 51,2/55,4 кг/м² (без/с подвеской)
- Тяговооружённость: 262/243 Вт/кг (без/с подвеской на трансмиссию)